# Buonamico Buffalmacco

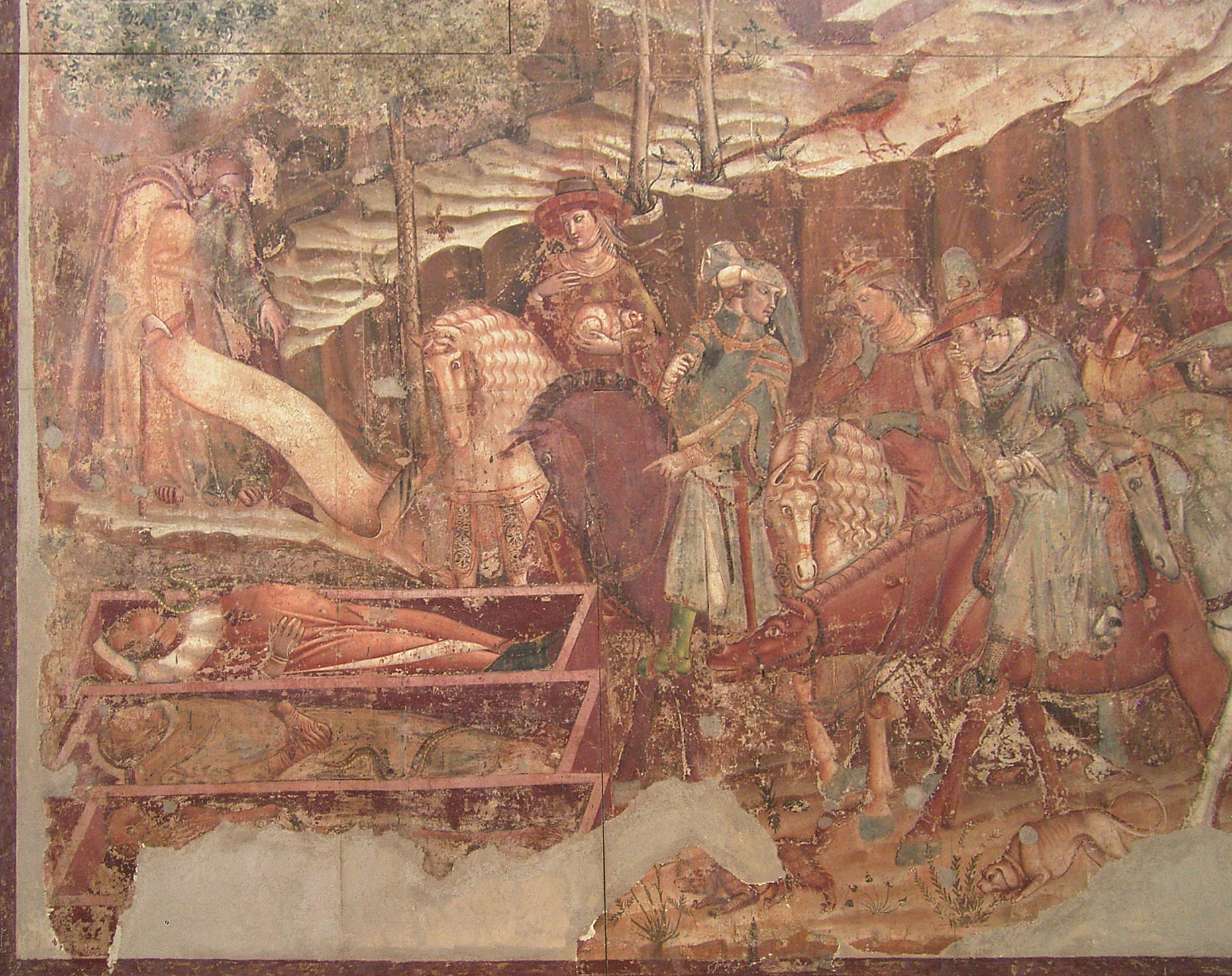
El Triomf de la Mort, detall, Pisa, Cementeri Monumental

Buonamico di Martino dit Buonamico Buffalmacco, va ser un pintor italià, actiu a Florència la primera meitat del segle xiv. Va ser un dels més importants representants de la pintura gòtica a la Toscana.

## Vida
Vasari dedica a Buonamico Buffalmacco un paràgraf de les seues Vides d'Artistes: d'aquesta font es dedueix que es tracta del mateix pintor de qui parla Boccaccio a la seua cèlebre novel·la Decameró (jornada VIII, novel·la III) a la qual es narra com «Calandrino, Bruno i Buffalmacco van pel riu Mugnone cercant heliotrop», i de qui parla també —sempre a propòsit del ric anecdorari burlesc— Franco Sacchetti a les seues Tres-centes Novel·les.
Com a exordi, Vasari afirma que: 
| « | Buonamico di Cristofano dit Buffalmac[c]o, pintor florentí, que va ser deixeble d'Andrea Tafi, i com a home faceciós, celebrat per misser Giovanni Boccaccio al seu Decameró, fou, com hom sap, estimadíssim company de Bruno i de Calandrino, pintors també ells joganers i agradables i, com hom pot veure per llurs obres esparses per tota la Toscana, amb bastant bon judici en l'art de la pintura. | » |

Tot i que Vasari s'estén sobre les anècdotes burlesques, també té lloc per a donar notícia de la fama del pintor, amb referències a la seua activitat no només a Florència, sinó també a Bolonya, Assís, Arezzo i Pisa. Tot i això, atès que les atribucions de Vasari són referents a obres en la seua major part perdudes, han de ser preses amb la deguda cautela.
Luciano Bellosi identifica Buffalmacco com l'autor dels extraordinaris cicles de frescos del Cementeri de Pisa. Aquesta hipòtesi ha estat suportada també per diversos documents d'arxiu que donen fe de la presència de Buffalmacco a Pisa l'any 1336. Actualment n'és la més acceptada, per davant d'altres, com ara la de Vasari, qui va atribuir aquesta obra a Andrea di Cione dit l'Orcagna; o bé, als nostres dies la de l'autoria de Francesco Traini o d'un poc identificat anònim bolonyès, atesa la indiscutible influència emiliana que palesen els frescos.

## Les obres
S'han identificat restes d'obres de Buffalmacco al Baptisteri de Parma i a San Paolo all'Orto, a Pisa.
Tot i això, al catàleg de les obres de Buonamico Buffalmacco ocupen la part essencial els grans frescos del Cementeri de Pisa —desenganxats i consolidats sobre llenç a partir de l'any 1944— que representen, segons un precís recorregut iconogràfic proposat per l'orde Dominicana, que en va fer l'encàrrec, els següents temes:
- El Triomf de la Mort
- El Judici Final i L'Infern
- La Tebaida

A aquests s'afegeixen algunes Històries de Crist post mortem, que formen part d'un fresc executat en col·laboració amb Francesco Traini.
El cru realisme i els colors amb què s'expressen els episodis narrats, junt a la varietat tipològica dels personatges representats, disposats en una estructura compositiva que evoca una gegantina miniatura, didàcticament enriquida de cartutxs explicatius de to moralitzant, donen com a resultat un estil allunyat de la poètica giottesca.
Tot i això, els frescos desprenen una força expressiva popular, dotada d'una genuïna rudesa, que va induir a Longhi a veure-hi l'obra d'algun mestre padà, poc informat dels més elegants costums pictòrics florentins.
Els frescos desenganxats van posar al descobert una gran quantitat de sinòpies, suggerents dibuixos preparatoris fets amb ocre rosa sobre el guix. Aquestes obres que donen fe de la qualitat del dibuix de Buffalmacco es conserven avui dia al Museo delle Sinopie di Pisa.

## Imatges del Triomf de la Mort

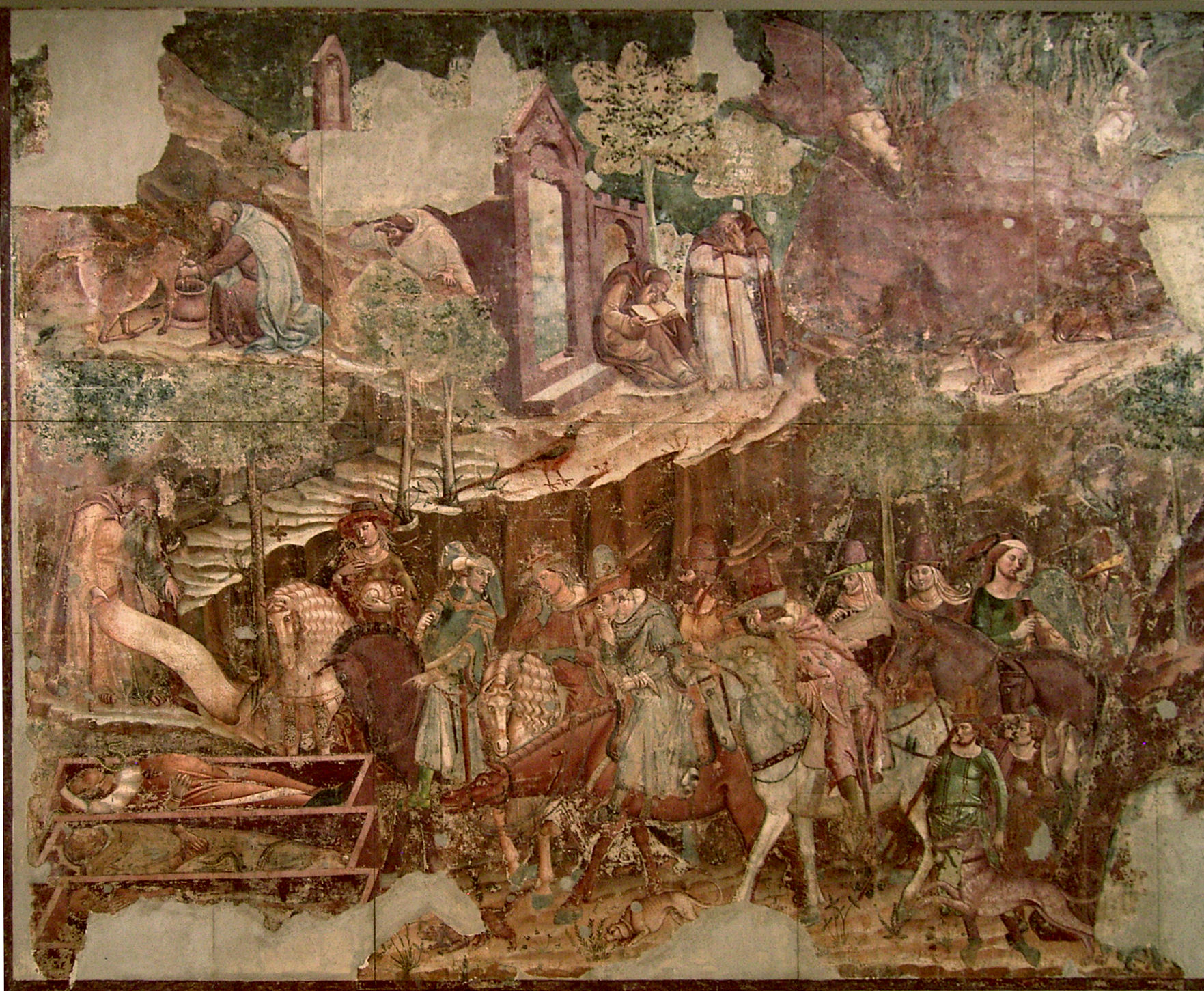
Les tombes obertes
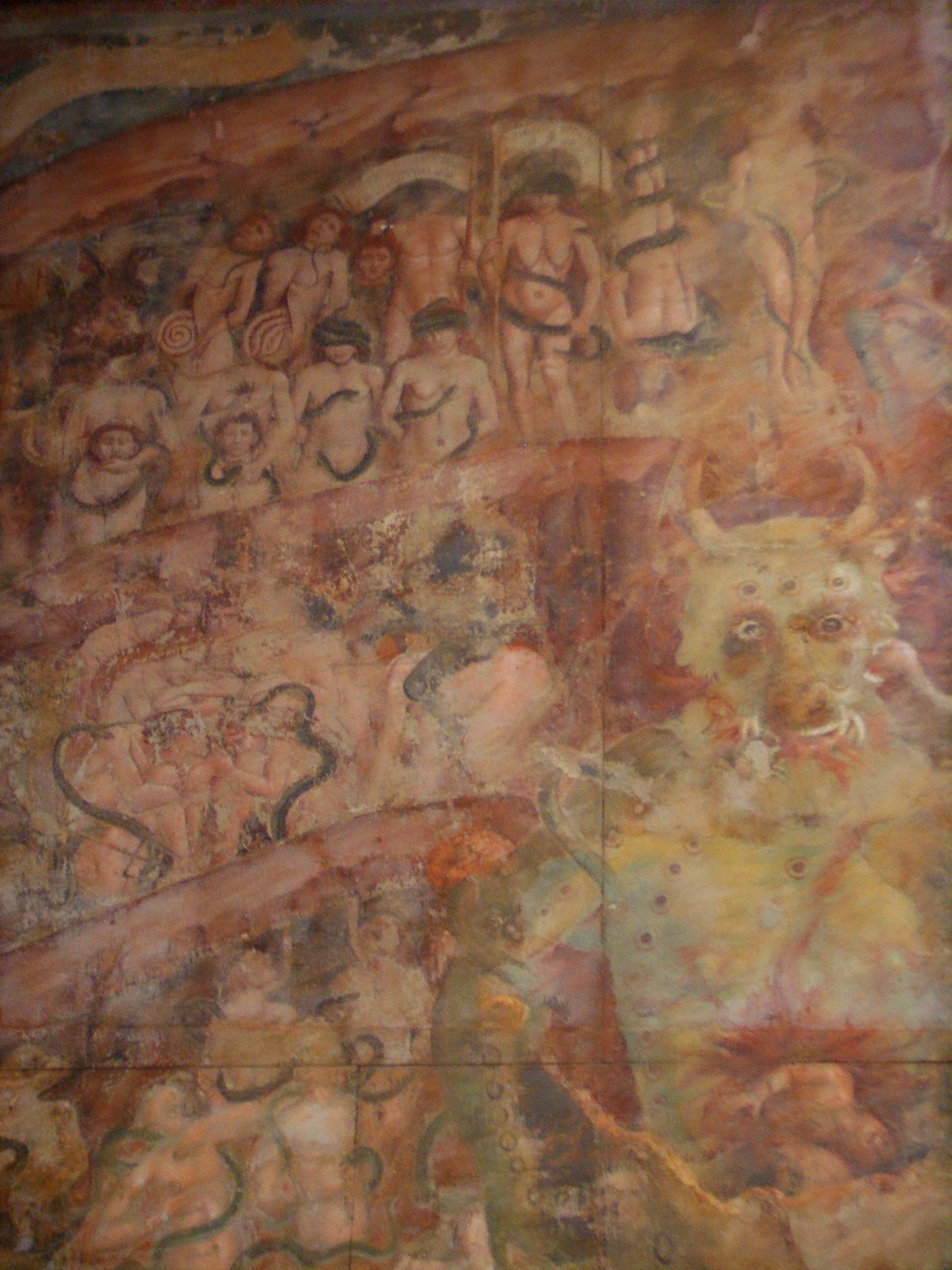
L'Infern
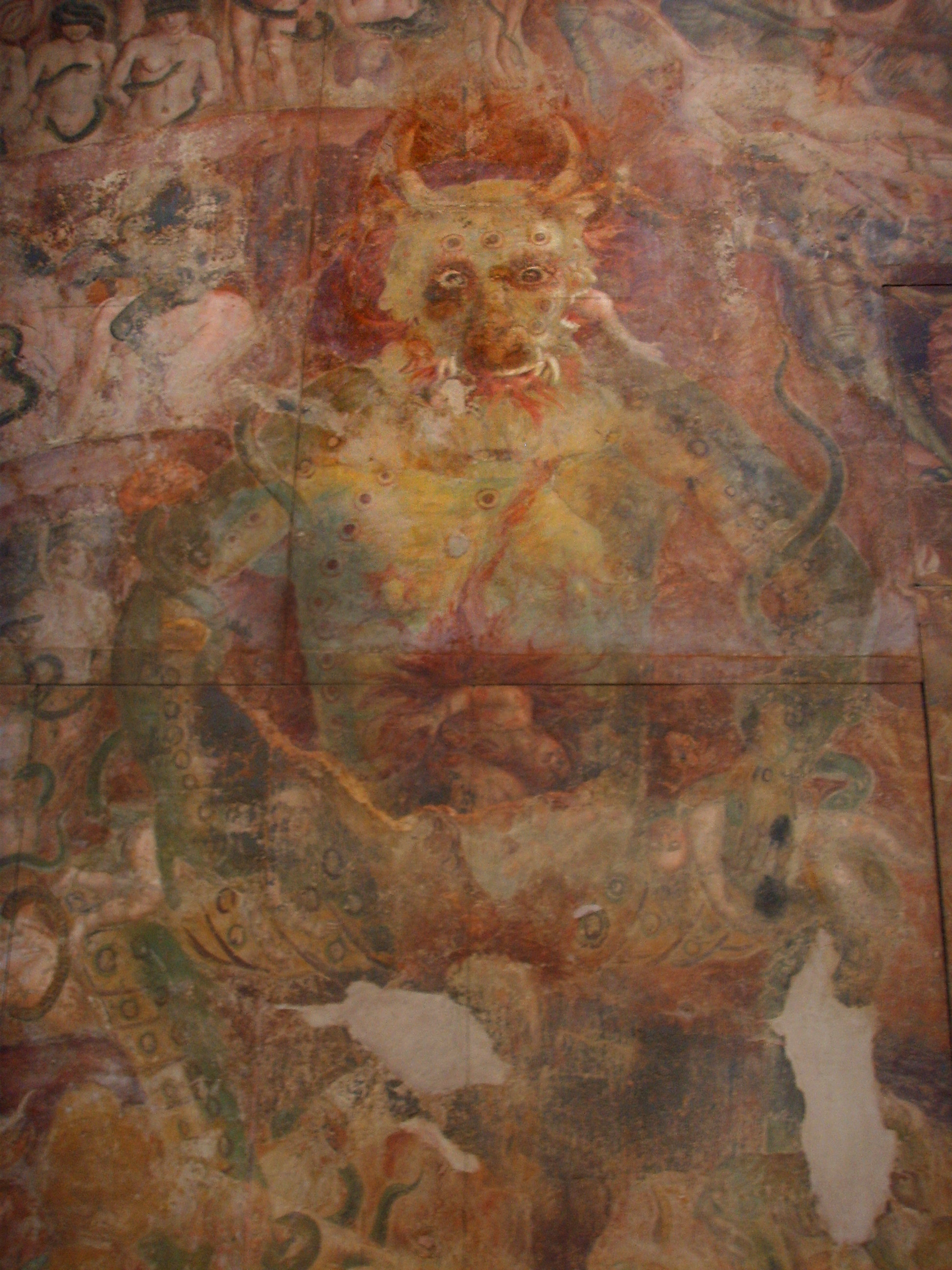
El Dimoni (Infern)
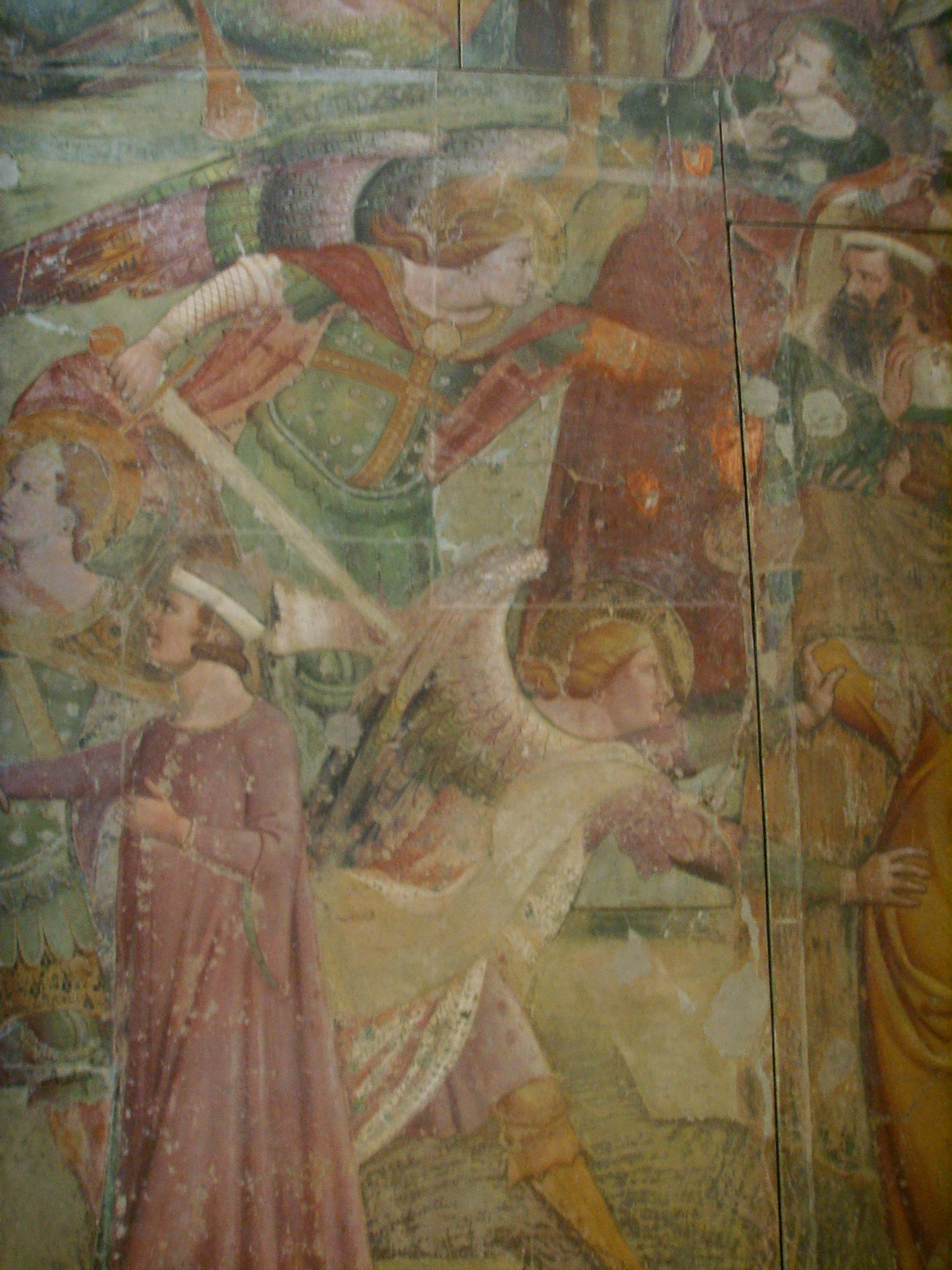
Àngels en batalla
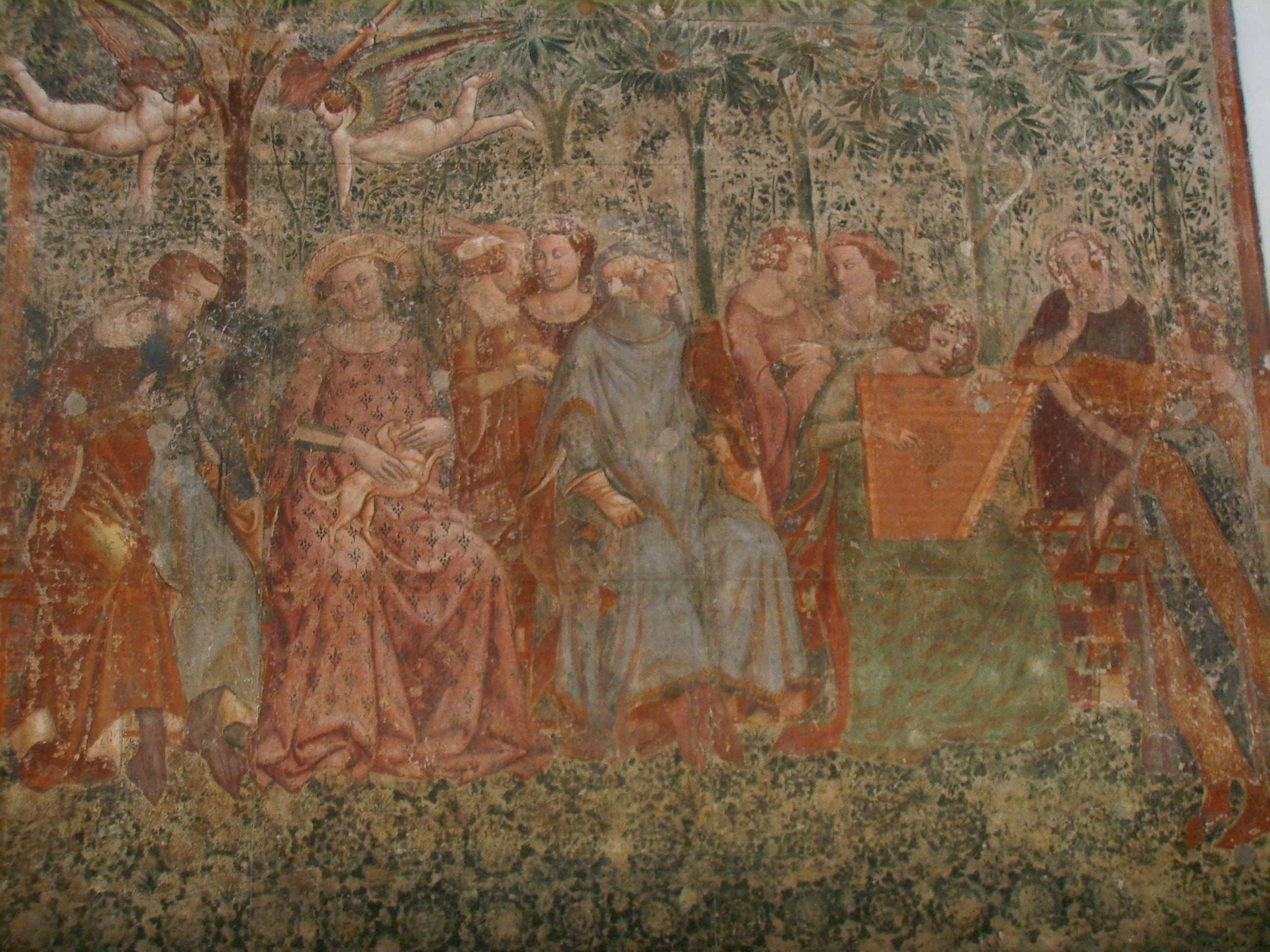
Escena cortesa
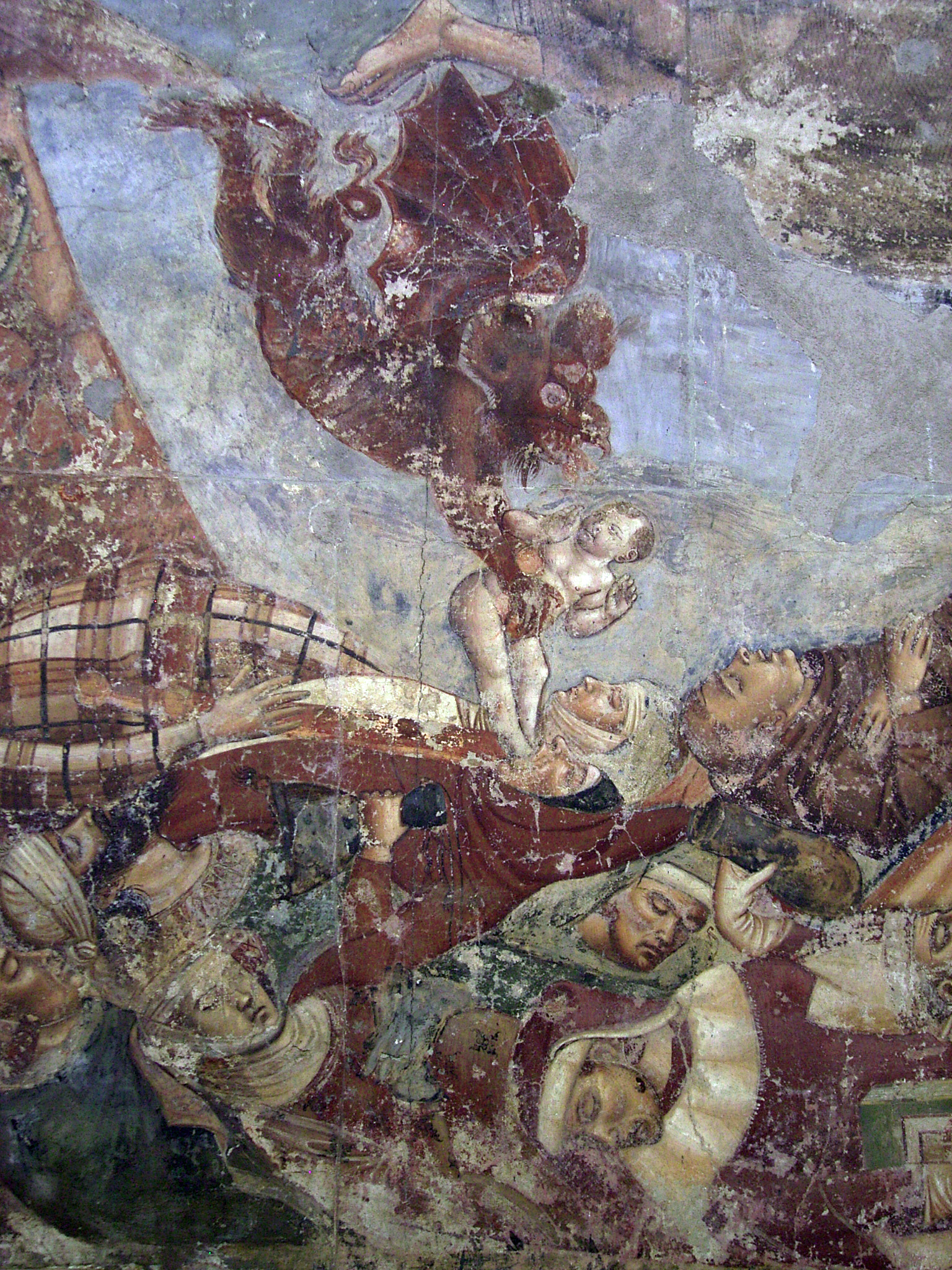
Un dimoni atrapa l'ànima d'un difunt, representada com un infant nu que surt per la boca
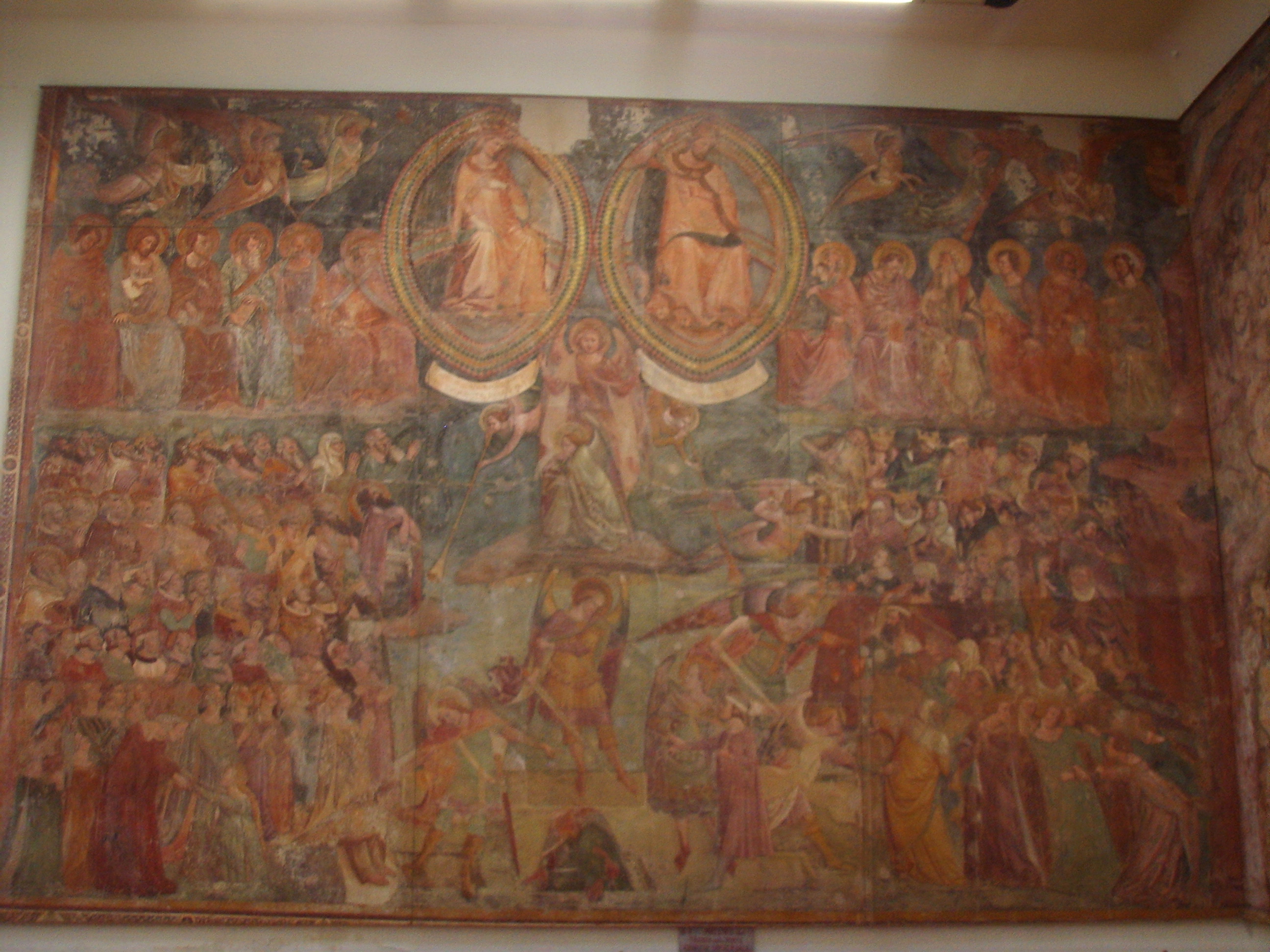
El Paradís
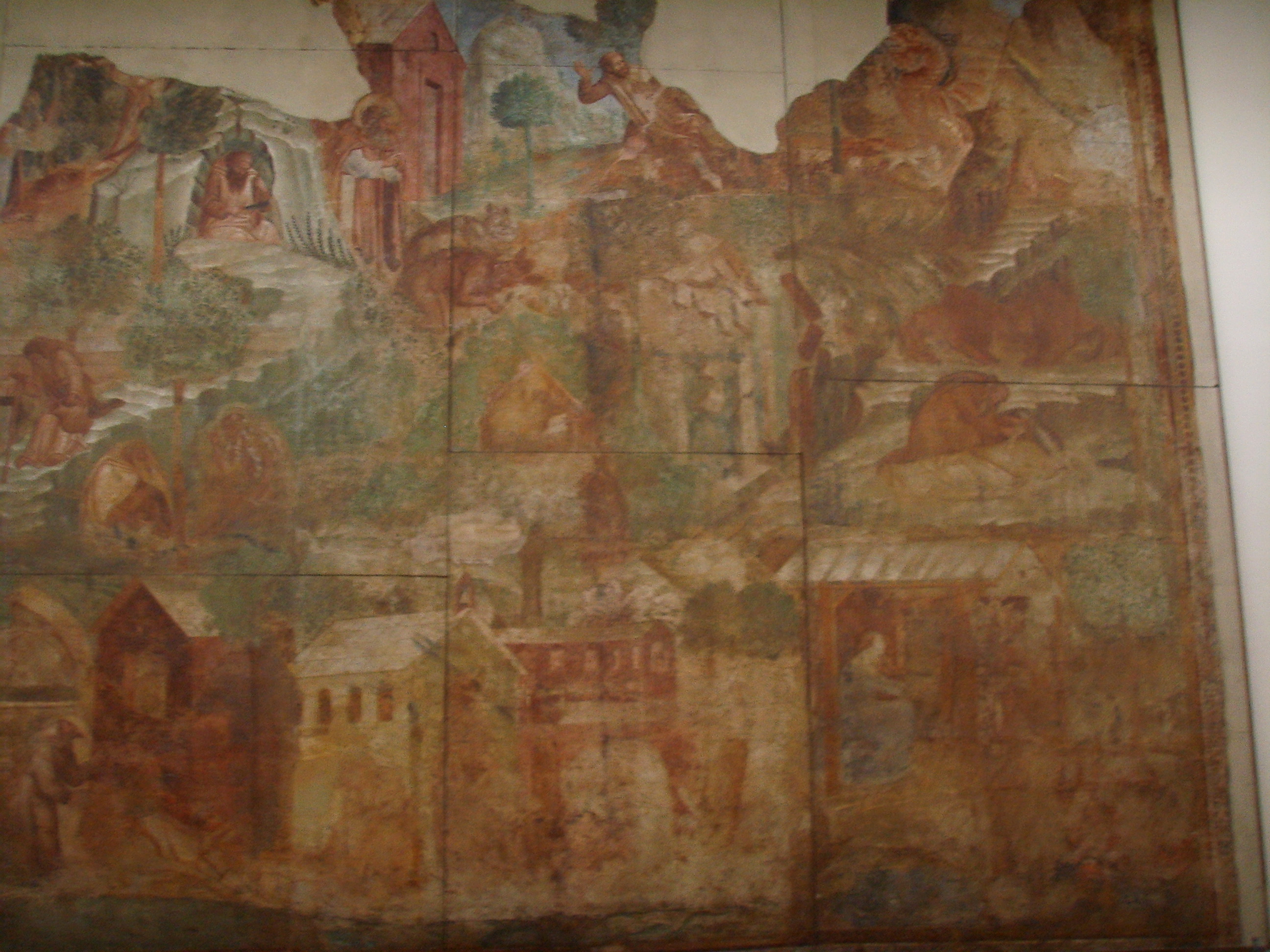
La tebaida